# Centrotypus longicornis
Centrotypus longicornis är en insektsart som beskrevs av Vuillefroy. Centrotypus longicornis ingår i släktet Centrotypus och familjen hornstritar. Inga underarter finns listade i Catalogue of Life.